# Vassili Ignatenko
Vassili Ivànovitx Ignatenko (en ucraïnes: Васи́ль Іва́нович Ігна́тенко, belarús: Васіль Іванавіч Ігнаценка, rus: Василий Иванович Игнатенко) va ser un bomber soviètic, conegut per ser membre de la unitat que actuà en els primers moments de l'accident de Txernòbil, la nit del 26 d'abril de 1986. Ignatenko havia nascut el 1961 a Sperijie, un poble de la província belarussa de Hòmiel.

## Accident de Txernòbil
Ignatenko es trobava entre els bombers que es van acostar més al nucli del reactor exposat, mentre intentaven extingir els incendis al sostre del reactor 3 i al voltant de l'eix de ventilació. Aviat va començar a mostrar símptomes de la síndrome d'irradiació aguda (ARS). Després d'una breu estada a l'hospital de la ciutat de Prípiat, el mateix dia de l'accident va ser traslladat a l'Hospital Número Sis de Moscou, una estructura estatal especialitzada en radiobiologia i accidents de radiació. Allí es va retrobar amb la seva dona, Liudmila Ignatenko, que es va quedar al seu costat i va ser testimoni de la dolorosa agonia del seu marit i altres víctimes afectades. Va morir a causa de complicacions de l'ARS dues setmanes després de l'accident, el 13 de maig de 1986.
Ignatenko va ser enterrat al cementiri de Mítino de Moscou, juntament amb altres —primers responsables i personal de la planta— que van morir en el desastre de Txernòbil. Igual que les altres víctimes de l'ARS, presumptament va ser enterrat en un taüt de zinc segellat i en un blindatge de formigó, a causa dels temors que la radioactivitat pogués filtrar-se i contaminar el terreny. La seva vídua Liudmila estava embarassada de set mesos en aquell moment. Es va posar de part dos mesos més tard, quan estava visitant la tomba del seu marit al cementiri de Moscou, i va donar a llum una filla, a qui Vassili havia desitjat anomenar Nataixa. La nena va morir només quatre hores després del seu naixement, a causa de malformacions cardíaques congènites i cirrosi del fetge.
Ignatenko va ser guardonat pòstumament amb el títol d'Heroi d'Ucraïna (2006), la distinció més alta del país.

## Literatura i cinema
La història d'Ignatenko va protagonitzar un dels capítols del llibre La pregària de Txernòbil, d'Svetlana Aleksiévitx, on la seva dona Ludmila narra l'experiència viscuda. Arran d'aquest fet, la història formà part de les trames de la sèrie Chernobyl dirigida per Craig Mazin i on el personatge d'Itnatenko és interpretat per Adam Nagaitis. La vídua de Vassili, que també hi apareix, va declarar posteriorment que no havia autoritzat la sèrie a explicar la seva història.